# Sajama nationalpark
Sajama nationalpark er en nationalpark i departementet Oruro i Bolivia. Området ligger i Andesregionens højland Altiplano og grænser op til Lauca nationalpark i Chile. Sajama nationalpark er den første og ældste af Bolivias nationalparker.
Parken indeholder en række kulturelle mindesmærker og en række sjældne plante- og dyrearter.
Parken er opkaldt efter Bolivias højeste bjerg, den udslukte stratovulkan Nevado Sajama, der med sin 6.542 meter høje tinde dominerer området. I parken ligger også vulkangruppen Payachata med stratovulkanerne Parina Quta og Pomerape.
Parken drives af de bolivianske myndigheder (SERNAP) i samarbejde med parkens lokale befolkning af aymaraer.

## Historie
Området blev udlagt til naturreservat i 1939 for at beskytte den lokale vækst Queñoa De Altura (Polylepis tarapacana), der vokser på skråningerne i området. Det busk-agtige træ vokser i højderne i det barske Andes-klima og er verdens højest voksende træ. På det tidspunkt da området blev udlagt som naturbeskyttelsesreservat, blev mange af træerne fældet for at producere trækul til brug i Bolivias mange miner.
Den 1. juli 2003 blev parken af Bolivias regering begæret optaget på UNESCOs Verdensarvsliste på grund af områdets universelle kulturelle betydning og dets natur. Parken er i dag i kategori II på IUCN's klassifikation af naturbeskyttelsesområder.

## Attraktioner

### Natur
Sajama nationalpark er beliggende i højlandet i en højde på mellem 4.200 m og 6.542m. Parken indeholder flere udslukte vulkaner, varme kilder, gejsere og flere sjældne plante- og dyrearter, der trives trods det barske klima i det tørre og kolde højland.
I parken vokser træet Queñoa i nogle af verdens højest beliggende skove.
De lokale beboere holder vicuña, en kamel-art beslægtet med lama og alpaka, hvis særlig fine uld anvendes til fremstilling af tekstiler. Herudover lever vildt i parken bæltedyr, viscachas, bjørne, pumaer, kondorer, flamingoer, blishøns, kolibrier, nanduer og mange andre arter.

### Områdets kulturelle betydning
Udover naturrigdomme har parken også stor kulturel betydning for samfundet af aymaraer, der bebor området.
Parkens område indeholder en række kulturelle fortidsminder knyttet til aymaraernes kultur. I landskabet er flere chullpaer, høje tårne med funktion som gravstene, rejst til minde og betydende aymara-familier, samt fortidige forsvarsværker, pukaraer.
I dette område af Bolivia findes også Sajamalinjerne, en række forhistoriske linjer, der er kradset ned i jorden for tusinde af år siden. Linjerne anslås at have en samlet længde på 16.000 km, hvilket svarer til halvanden gang afstanden mellem København og Vladivostok ved Stillehavet. Betydningen af linjerne er ikke kendt i dag, men det antages, at de er blevet anvendt i forbindelse med pilgrimsrejser. Området indeholder også fortidige gravsteder, hulemalerier samt bygningsværker fra kolonitiden.
Det er anslået, at der i dag bor ca. 300 aymara-familier i området, heraf ca. 100 indenfor parkens område. Flere af disse bor i traditionelle cirkelformede huse.

## Eksterne links
- Wikimedia Commons har flere filer relateret til Sajama nationalpark
- Omtale og beskrivelse af parken på SERNAP's hjemmeside (spansk)
- Omtale af parken på handicraft-bolivia.com (engelsk)

18°05′S 68°55′V / 18.08°S 68.92°V